# Весы (созвездие)
Весы́ (лат. Libra) — зодиакальное созвездие, лежащее между Девой и Скорпионом. Содержит 83 звезды, видимые невооружённым глазом. Весы — одно из наименее заметных созвездий Зодиака, несмотря на то, что лишь шесть его звёзд ярче 4-й звёздной величины. Солнце находится в созвездии с 31 октября по 22 ноября. Наиболее благоприятные условия видимости в апреле — мае.

## История
Первоначально звёзды созвездия входили в состав Скорпиона. Как самостоятельное созвездие в античной традиции Весы оформились достаточно поздно, около II века до н. э. Впрочем, упоминания о них встречаются и раньше, например, Арат Солийский пишет о созвездии в поэме «Явления и предсказания» (III век до н. э.). Однако даже в I веке до нашей эры Вергилий предлагал создать на этом месте новое созвездие, посвящённое императору Августу, урезав созвездие Скорпион.
В период оформления созвездия как самостоятельного для него использовалось название «Клешни»: подразумевались клешни созвездия Скорпион. В указанный период соответствующая группа звёзд трактовалась иногда как астеризм, иногда — как созвездие. В частности, в «Альмагесте» Птолемея созвездие описано как отдельное созвездие «Клешни». При этом для соответствующего знака зодиака применялось название «Весы», вероятно, имевшее малоазиатское происхождение. Это название становится общеупотребительным в отношении созвездия примерно в I веке до н. э. Весы — единственное созвездие зодиака, представляющее неодушевлённый предмет. Исследователи полагают, что это связано именно с поздним формированием созвездия.
По мнению некоторых авторов, вначале созвездие представляло алтарь; затем его изображали как алтарь, лампу, но обычно как весы, зажатые в клешнях Скорпиона или с клешнями Скорпиона, лежащими на чашах весов; позже клешни «отпустили добычу» и укоротились. До сих пор звёзды α и β Весов называют Южной и Северной Клешнями.
В древних мифах созвездие считалось вознесённым на небо атрибутом Фемиды, Деметры или Немезиды.

## Звёзды
Ярчайшие звёзды в созвездии образуют прямоугольник:
- α Весов, Зубен эль Генуби («Южная клешня») — визуально-двойная с блеском компонентов 5,15m, 2,75m
- β Весов, Зубен эль Шемали, («Северная клешня»);
- γ Весов, Зубен эль Акраб («Клешня скорпиона»);
- δ Весов — затменная переменная звезда, меняет блеск от 4,8 до 6,0 звёздной величины с периодом 2,3 сут;
- σ Весов, полуправильная переменная звезда.

α и β Весов представляют собой «коромысло» весов, а γ и σ — «чаши».
Примечательные объекты:
- Звезда Мафусаила — древняя звезда, возраст которой оценивается в 13,2—13,4 млрд лет, то есть она появилась всего через несколько сотен миллионов лет после Большого взрыва.
- HE 1523-0901 — красный гигант, который — как и Звезда Мафусаила — считается одной из древнейших звёзд в известной Вселенной.
- Gliese 581 — красный карлик с четырьмя планетами, одна из них — Глизе 581 d — находится в зоне обитаемости этой звезды и относится к классу суперземель. Благодаря тому, что планета находится внутри зоны обитаемости, на ней может существовать вода в жидком состоянии, а значит, и жизнь в той форме, как это понимают учёные. Это сделало планету объектом пристального изучения. 9 октября 2008 года к Gliese 581 было отправлено радиопослание AMFE, а 28 августа 2009 — радиопослание HFE.
- Глизе 570 — ближайшая к Солнцу четверная звёздная система (19 св. лет), состоящая из двух красных, одного оранжевого и одного коричневого карликов.

## Сигналы
В направлении созвездия Весов, начиная с 1962 года, с Земли систематически посылались радио- и лазерные сигналы (всего 4 раза: в 1962, 1966, 2008 и 2009 годах) в сторону потенциально обитаемых экзопланет. В трёх случаях это было организовано и осуществлено советскими и российскими астрофизиками.